# Tarwehalmdoder
Tarwehalmdoder (Geaumannomyces graminis var. tritici) is een parasitaire schimmel, die planten aantast. De schimmel behoort tot de familie Magnaporthaceae.

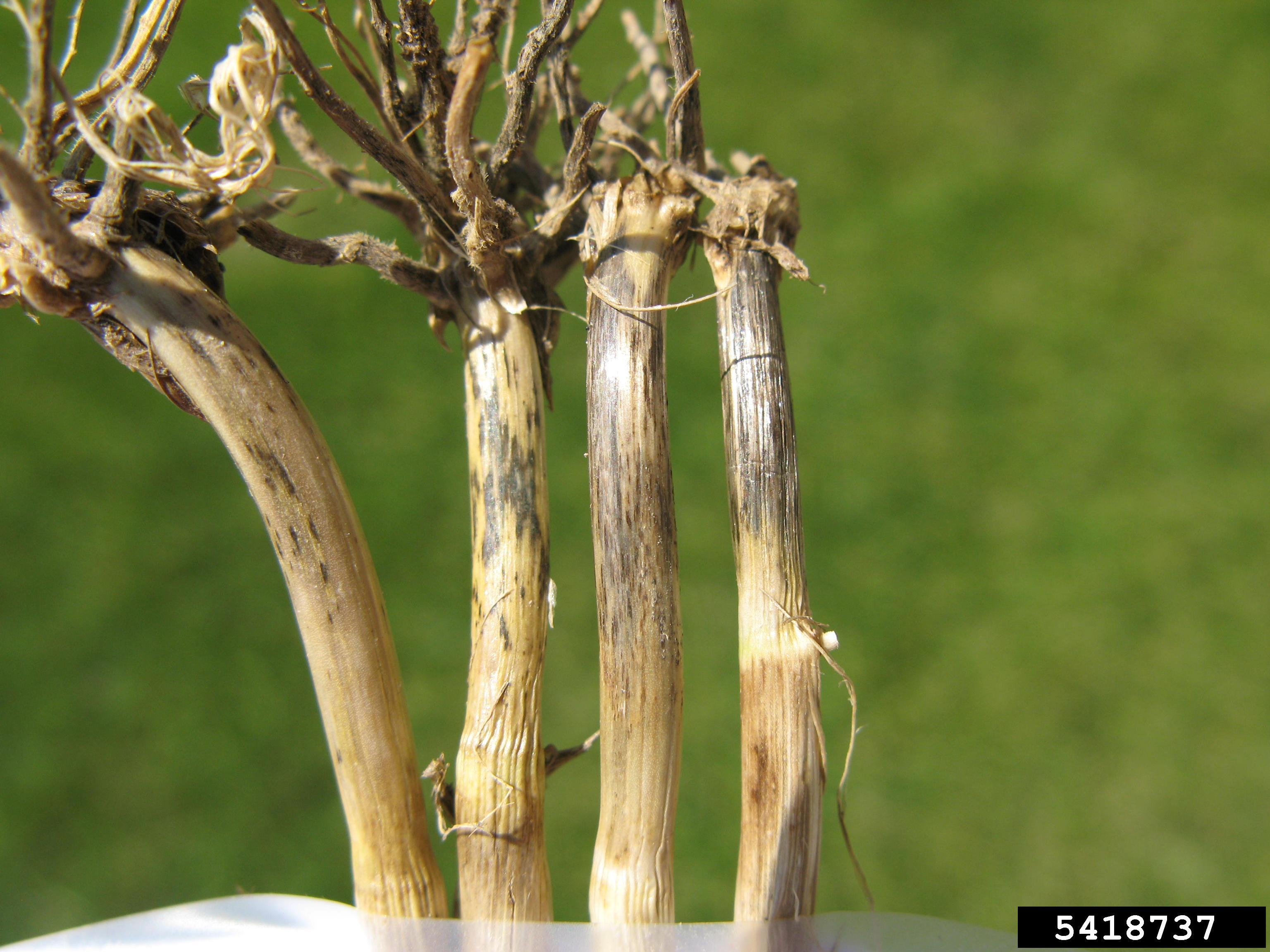
Tarwehalmdoder op onderste halmlid

Op de wortels en het onderste halmlid van gewone tarwe wordt een zwarte schimmellaag gevormd. De schimmel blijft over op de stoppels en resten van stro. De schimmel infecteert het wortelweefsel van jonge planten en kan zich vooral van plant naar plant verspreiden door schimmeldraden, die door de grond groeien, vandaar dat de ziekte vaak pleksgewijs optreedt. Er worden geen gelobde, maar enkelvoudige, hyphopodia (schimmeldraden met haustoriën) gevormd.  Ook kan de schimmel verspreidt worden door de 70–105 µm grote ascosporen, maar dit komt veel minder vaak voor. Infectieuze schimmeldraden van de donkere schimmeldraden (runnerhyfen) dringen  de wortelcortex binnen, vervolgens de endodermis en de centrale cilinder. Het floëem wordt snel afgebroken, gevolgd door een langzamere kolonisatie en blokkering van het xyleem met gomachtige afzettingen, waardoor de opname van water wordt verminderd. Vroege symptomen van de ziekte zijn onder meer witachtig verkleurde aren, verminderde groei en vroegtijdige afrijping. De aangetaste wortels zijn zwart en de planten zijn gemakkelijk uit de grond te trekken. Bij een ernstige aantasting treden opbrengstverliezen van 40 tot 50% op. De perithecia op de wortels en het onderste halmlid zijn zwart van kleur.